# Guodekjávrre
Guodekjávrre, som tidigare hade namnet Rartujaure, är en sjö som ligger på norra sidan av berget Áhkká i Jokkmokks kommun i Lappland. Sjön ingår i Luleälvens huvudavrinningsområde, har en area på 2,5 kvadratkilometer och ligger 517 meter över havet. Guodekjávrre ligger i Stora Sjöfallet Natura 2000-område. Guodekjávrre avvattnas av vattendraget Rartujåkkå - ett namn som inte längre finns med på aktuella kartor.

## Delavrinningsområde
Guodekjávrre ingår i det delavrinningsområde (750312-157338) som SMHI kallar för Utloppet av Rartujaure. Medelhöjden är 769 meter över havet och ytan är 15,59 kvadratkilometer. Räknas de 4 avrinningsområdena uppströms in blir den ackumulerade arean 53,94 kvadratkilometer. Rartujåkkå som avvattnar avrinningsområdet mynnar i Áhkájávrre och har biflödesordning 2, vilket innebär att vattnet flödar genom totalt 2 vattendrag innan det når havet efter 348 kilometer. Avrinningsområdet består mestadels av skog (26 procent) och kalfjäll (62 procent). Avrinningsområdet har 3,63 kvadratkilometer vattenytor vilket ger det en sjöprocent på 10 procent. Delavrinningsområdet täcks till 0,3 procent av glaciärer, med en yta av 0,1106 kvadratkilometer.